# 佩恩特希爾斯 (印地安納州)
佩恩特希爾斯（英語：Painted Hills）是位於美國印地安納州摩根縣的一個人口普查指定地區。

## 人口
根據2010年美國人口普查的數據，佩恩特希爾斯的面積為5.06平方千米，當中陸地面積為4.48平方千米，而水域面積為0.58平方千米。當地共有人口677人，而人口密度為每平方千米133.79人。